# Serjania comata
Serjania comata är en kinesträdsväxtart som beskrevs av Ludwig Radlkofer. Serjania comata ingår i släktet Serjania och familjen kinesträdsväxter. Inga underarter finns listade i Catalogue of Life.